# Massif de Tróodos
Le massif de Tróodos (en grec Τρόοδος / Tróodos, /ˈtɾo.oðos/ ; en turc : Trodos Dağları) est la plus importante chaîne montagneuse de Chypre, dans le centre de l'île. Son point culminant est le mont Olympe, qui culmine à 1 952 mètres d'altitude.

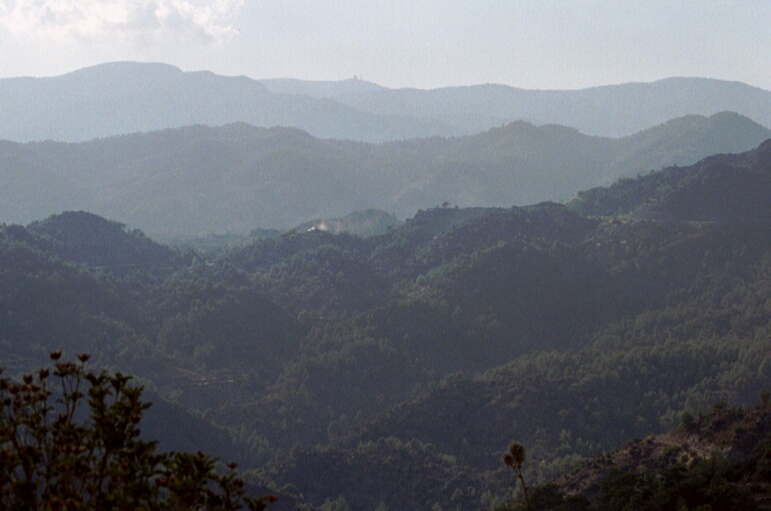
Vue du massif de Tróodos.

## Géographie
Le massif du Tróodos traverse la région centrale, sud-occidentale et occidentale de l'île de Chypre. Il compte cinq sommets importants sur une longueur de 60 km d'ouest a l'est : Tripilos (1 352 m), Olympos ou Chionistra (1 951 m), Madhari (1 611 m), Papoutsa (1 557 m) et Khionia (1 423 m).
La chaîne montagneuse de Tróodos est la principale resource en eau douce de Chypre et forme le bassin versant principal pour la quasi-totalité des rivières de l'île.

## Patrimoine
Il compte de célèbres lieux de montagne, des monastères et des églises byzantines sur des sommets et blottis dans des vallées des villages pittoresques cramponnés aux pentes découpées en terrasses.
Neuf églises et un monastère du Tróodos sont inscrits au patrimoine mondial de l'UNESCO. Les neuf églises byzantines sont :
- Stavros tou Ayiasmati ;
- Panayia tou Araka ;
- Timiou Stavrou de Peléndri ;
- Ayios Nikolaos tis Stegis ;
- Panayia Podithou ;
- Assinou ;
- Ayios loannis Lampadistis ;
- Panayia tou Moutoula ;
- Pedhoulas.

Le monastère de Kýkkos est le plus riche et célèbre des monastères, bien que non inscrit à l'UNESCO.
La région est connue et peuplée depuis des temps très anciens pour ses mines de cuivre. Elle devient un grand centre d'art byzantin pendant l'époque byzantine, églises et monastères étant construits dans les montagnes loin des côtes menacées.

## Domaine skiable

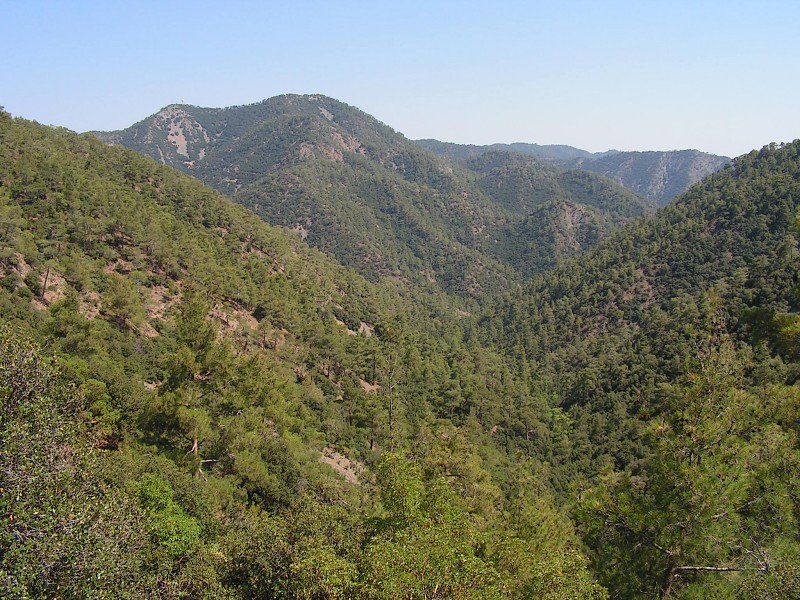
Vue du massif de Tróodos.

Une très petite station de ski — la seule de Chypre — éponyme a été aménagée depuis 1947 sur les pentes sommitales du mont Olympe, entre 1 731 et 1 951 m d'altitude. La dénivelée maximale est de 220 m. La saison hivernale y est courte (en général janvier-mars).
Le domaine est desservi par trois téléskis et un télésiège trois places à pinces fixes.
Le domaine skiable compte quinze pistes : cinq pistes noires, trois pistes rouges, cinq pistes bleues et deux pistes vertes.
La station est située à près de cinquante minutes de voiture de Limassol et 1 h 10 depuis Nicosie.